# 서경진
서경진(1994년 1월 8일~)은 조선민주주의인민공화국의 축구 선수로 현재 4.25체육단에서 미드필더로 뛰고 있으며 2014년 아시안 게임 은메달의 주역이기도 하다.

## 구단 경력
2013년 함경남도체육단에 입단한 서경진은 이후 소백수체육단을 거쳐 2017년 4.25체육단에 입단하여 에르침과의 2017년 AFC컵 I조 조별리그 1차전에 출격하여 팀의 6-0 대승을 도왔고 4.25체육단 입단 이후 북한 1부 리그 3연패, 2017년 백두산체육대회 우승, 2019년 AFC컵 준우승 등의 성과를 거두었다.

## 국가대표팀 경력
2013년 조선민주주의인민공화국 A대표팀에 첫 합류한 이후 2016년 5월 29일 필리핀과의 2018년 FIFA 월드컵 아시아 지역 2차 예선 H조 최종전에서 국제 A매치 데뷔골을 신고하며 2019년 AFC 아시안컵 3차 예선 진출에 일조했으며 현재까지 A매치 통산 19경기 1골을 기록하고 있다.
그리고 조선민주주의인민공화국 U-23 대표팀의 일원으로 2014년 아시안 게임에 출전하여 6경기 2골을 뽑아내며 1990년 아시안 게임 이후 24년만에 팀의 아시안 게임 은메달 획득에 기여했다.

## 수상

### 구단
4.25체육단
- 조선민주주의인민공화국 1부 리그 : 우승 (2017, 2017-18, 2018-19)
- 백두산체육대회 : 우승 (2017)
- AFC컵 : 준우승 (2019)

### 국가대표팀
조선민주주의인민공화국 U-23
- 아시안 게임 : 은메달 (2014)